# بسته‌شدن فک

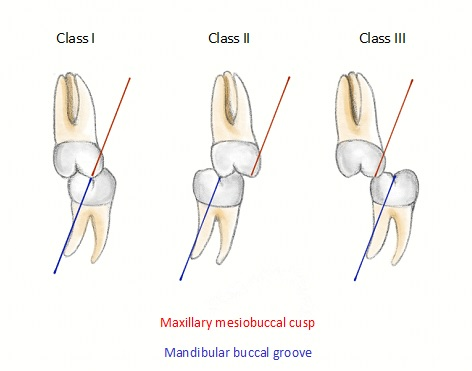
طبقه‌بندی رابطه مولرها، که هنگام تعیین محل کاسپ باکال مزیال مولار اول فک بالا و شیار باکال مولار اول فک پایین مشاهده می‌شود.

موضوع بسته‌شدن فک، در اصطلاح دندان‌پزشکی، به معنای شکل قرارگیری ردیف دندان‌های فک‌های بالا و پایین بر روی هم به‌گونه‌ای است که دهان به آسانی در شکل بسته قرار بگیرد. به این خاطر، به بسته‌شدن فک‌ها که شیوه بر روی هم آمدن دندان‌ها است، برهم‌آیی یا اُکلوژن (انگلیسی: Occlusion) می‌گویند.
این مبحث در دندان‌پزشکی، به رابطهٔ بین دندان‌های فک بالا و فک پایین هنگام نزدیک شدن به یکدیگر، یعنی به هنگام «گاز زدن»، چه در حال جویدن و چه در حالت استراحت، می‌پردازد.
جفت شدن دندان‌ها، بَست (بایت) و تراز دندانی از دیگر اصطلاحات مربوط به این مبحث است.
جفت شدن و تراز مناسب دندان‌های ردیف بالا و ردیف پایین برای موارد زیر اهمیت داد:
- جویدن: هم‌راستایی مناسب دندان‌ها به جویدن صحیح غذا کمک می‌کند و از آسیب به دندان‌ها و فک جلوگیری می‌کند.
- صحبت کردن: برهم‌آیی درست دندان‌ها در تلفظ صحیح حروف و کلمات نقش دارد.
- زیبایی: تراز نامناسب دندان‌ها می‌تواند بر ظاهر صورت و لبخند تأثیر منفی بگذارد.
- سلامت دهان و دندان: ناهمراستایی دندان می‌تواند باعث مشکلاتی مانند پوسیدگی، ساییدگی دندان‌ها و بیماری‌های لثه شود. همچنین می‌تواند باعث درد فک و سردرد شود.

اگر شیوه برهم‌آیی دندان‌ها نامناسب نباشد، دندانپزشک می‌تواند با روش‌های مختلفی مانند ارتودنسی (دندان‌آرایی)، درمان‌های ترمیمی یا جراحی فک، آن را اصلاح کند. تشخیص و درمان زودهنگام شیوه نامناسب گاز زدن می‌تواند از بروز مشکلات جدی در آینده جلوگیری کند.
دستگاه جونده، علاوه بر دندان‌ها شامل بافت‌های اطراف دندان، مفصل گیجگاهی فکی (و سایر اجزای اسکلتی) و عضلات عصبی نیز می‌شود، بنابراین تماس‌های دندانی را نباید به تنهایی، بلکه در رابطه با کل دستگاه جونده بررسی کرد.

## اصطلاحات و تعاریف
در جدول زیر پرکاربردترین اصطلاحات مربوط به ترازبندی بسته‌شدن فک‌ها می‌آید. برابرهای فارسی درج‌شده در ستون اول مصوبه فرهنگستان زبان فارسی است:
| اصطلاحات مربوط به بَرهمایی دندان‌ها | اصطلاحات مربوط به بَرهمایی دندان‌ها | اصطلاحات مربوط به بَرهمایی دندان‌ها                                                                                     | اصطلاحات مربوط به بَرهمایی دندان‌ها                              |
| فارسی                             | مترادف                            | تعریف | انگلیسی                                                        |
| --------------------------------- | --------------------------------- | --- | -------------------------------------------------------------- |
| بَرهمایی                           | اکلوژن                            | تعامل اجزای دستگاه جونده در هنگام قرار گرفتن دندان‌های بالا و پایین بر روی هم                                          | occlusion                                                      |
| بَرهمایشی                          | اکلوزال                           | مربوط به بَرهمایی یا متأثر از آن                                                                                       | occlusive                                                      |
| سطح بَرهمایی                       |                                   | سطح فوقانی دندان‌های خلفی فک پایین و سطح تحتانی دندان‌های خلفی فک بالا که در حالت بَرهمایی با یکدیگر تماس دارند          | occlusal surface, masticatory surface                          |
| خط بَرهمایی                        |                                   | خطی فرضی که از محل تماس دندان‌های فک بالا و پایین در حالت بَرهمایی می‌گذرد                                               | line of occlusion                                              |
| تماس بَرهمایشی                     | تماس سطح جونده                    | تماسی که از برخورد سطوح جوندهٔ دندان‌های پایین و بالا در هنگام بستن فک به وجود می‌آید                                    | occlusal contact                                               |
| بَرهمایی مرکزی                     |                                   | وضعیتی که در آن سطوح جوندهٔ دندان‌های فک‌های بالا و پایین دارای حداکثر تماس و درهم‌رفتگی دندانه‌ها باشند                   | centric occlusion, central occlusion                           |
| بَدهمایی                           | مال‌اکلوژن، مل‌اکلوژن               | نابهنجار بودن ردیف دندان‌های یک فک یا ارتباط نامناسب دندان‌های یک فک با فک مقابل که سبب اختلال در عملکرد دندان‌ها می‌شود  | malocclusion                                                   |
| بست                               | بایت                              | جفت شدن دندان‌های فک بالا و پایین در حالت بَرهمایی مرکزی                                                                | bite                                                           |
| بست نوک‌به‌نوک                      | بَرهمایی نوک‌به‌نوک                  | وضعیتی که در آن دندان‌های قدامی فک بالا و پایین در حالت بَرهمایی مرکزی به‌صورت نوک‌به‌نوک قرار دارند                       | edge-to-edge bite, end-to-end bite                             |
| پیش‌بست                            | هم‌پوشانی افقی                     | وضعیتی که در آن لبهٔ برندهٔ دندان‌های قدامی فک بالا جلوتر از لبهٔ بُرندهٔ دندان‌های قدامی فک پایین در حالت بَرهمایی مرکزی است | overjet, overjut, horizontal overbite                          |
| بیش‌بست                            | روبَست عمیق، هم‌پوشانی عمودی عمیق   | نوعی بَدهمایی که در آن هم‌پوشانی عمودی دندان‌های قدامی در حالت بَرهمایی مرکزی زیاد است                                    | deep bite, closed-bite malocclusion, closed bite               |
| زیربَست                            | جلوآمدگی فک پایین، آندر‌بایت       | نوعی ناهنجاری فکی که در آن دندان‌های پایینی جلوتر از دندان‌های بالایی قرار می‌گیرند                                      | underbite                                                      |
| وارون‌بست                          | کراس‌بایت                          | نوعی بَدهمایی که در آن خط بَرهمایی دندان‌های فک پایین نسبت به فک بالا قدامی‌تر و/ یا لُپی‌تر است                            | cross-bite                                                     |
| وارون‌بست قدامی                    |                                   | نوعی وارون‌بست که در آن یک یا بیش از یک دندان پیشِ فک بالا در سمت زبانی دندان‌های پیشِ فک پایین قرار گرفته باشد           | anterior cross-bite                                            |
| وارون‌بست خلفی                     |                                   | نوعی وارون‌بست که در آن یک یا بیش از یک دندان خلفی شیری یا دائمی در سمت زبانی دندان‌های فک پایین قرار گرفته است         | posterior cross-bite                                           |
| پوسیدگی سطح جونده                 | پوسیدگی بَرهمایشی                  | نوعی پوسیدگی که از سطح بَرهمایی دندان‌ها شروع می‌شود                                                                     | occlusal caries                                                |
| نابَست                             | ناهمایی                           | نوعی بَدهمایی که در آن دندان‌های بالا و پایین در حالت بَرهمایی مرکزی به یکدیگر نمی‌رسند                                   | open bite, nonocclusion, apertognathia, open bite malocclusion |

- بست عادی (بایت نرمال، کلاس یک): دندان‌های فک بالا کمی جلوتر از دندان‌های فک پایین قرار می‌گیرند و دندان‌های آسیاب بالا و پایین به خوبی روی هم جفت می‌شوند.
- روبَست[۶] (کلاس دو): دندان‌های فک بالا بیش از حد جلوتر از دندان‌های فک پایین قرار می‌گیرند.
- زیربست (کلاس سه): دندان‌های فک پایین جلوتر از دندان‌های فک بالا قرار می‌گیرند.

برهم‌آیی ایستا به تماس بین دندان‌ها هنگامی که فک بسته و بی‌حرکت است اشاره دارد، در حالی که برهم‌آیی پویا به تماس‌های دندانی هنگام حرکت فک اشاره دارد.
کالبدشناسی دستگاه جونده:
بدون درک عمیق از کالبدشناسی، از جمله آناتومی دندان‌ها، مفصل گیجگاهی فکی، عضلات اطراف آن و اجزای اسکلتی، نمی‌توان به‌طور کامل شیوه بسته‌شدن فک را درک کرد.
دندان‌ها و ساختارهای اطراف آن:
دندان‌های انسان شامل ۳۲ دندان دائمی است که بین آرَک (استخوان آلوئول) فک بالا و فک پایین توزیع شده‌اند. دندان‌ها از دو قسمت تشکیل شده‌اند: تاج، که در دهان قابل مشاهده است و بالای بافت نرم لثه قرار دارد، و ریشه‌ها، که در زیر لثه و در آرک قرار دارند.
لیگامان پریودنتال، ساروجه یا سمنتومcementum در قسمت بیرونی ریشه را به استخوان آلوئول متصل می‌کند. این دستهٔ از فیبرهای بافت همبند در پراکنده کردن نیروهایی که در طول تماس دندان‌ها در عملکرد به استخوان زیرین وارد می‌شوند، حیاتی است.
دندان‌ها بسیار تخصصی هستند و دندان‌های مختلف در عملکردهای خاصی درگیر هستند. دستگاه جونده تا حد زیادی تحت تأثیر این روابط داخل و بین قوس‌ها است و درک وسیع‌تری از آناتومی می‌تواند برای کسانی که می‌خواهند تراز دندانی را درک کنند، بسیار مفید باشد.

## اجزای اسکلتی
فک بالا جنبهٔ مهمی از اسکلت بالای صورت را تشکیل می‌دهد. دو استخوان نامنظم در طول رشد در محل اتصال بین فکی به هم جوش می‌خورند و فک بالا را تشکیل می‌دهند. این قسمت کام حفرهٔ دهان را تشکیل می‌دهد و همچنین از لبه‌های آرکی (آلوئولی) که دندان‌های بالایی را در جای خود نگه می‌دارند، پشتیبانی می‌کند. از طرف دیگر، اسکلت پایین صورت از فک پایین، یک استخوان U شکل، تشکیل شده است که از دندان‌های پایین پشتیبانی می‌کند و همچنین بخشی از مفصل گیجگاهی فکی را تشکیل می‌دهد. کندیل فک پایین و بخش فلسی استخوان گیجگاهی، در پایه جمجمه با یکدیگر مفصل می‌شوند.
مفصل گیجگاهی فکی (TMJ) از استخوان گیجگاهی جمجمه، به ویژه گودی کاسه‌ای (حفرهٔ گلنوئید) و تکمهٔ مفصلی و همچنین کوندیل فک پایین، به همراه یک دیسک غضروفی لیفی در بین آنها تشکیل شده است. این مفصل به عنوان یک مفصل لولایی-لغزشی طبقه‌بندی می‌شود و می‌تواند طیفی از حرکات لغزشی و لولایی را انجام دهد. دیسک که در بین این دو قرار دارد از بافت لیفی متراکم تشکیل شده است و عمدتاً فاقد عروق و اعصاب است.

## ماهیچه‌ها
عضلات مختلفی در بسته شدن دندان‌ها نقش دارند، از جمله ماهیچه جونده و سایر عضلات فرعی. ماهیچه گیجگاهی، ماهیچهٔ جَوِشی (ماستر)، ماهیچه بالی (پتریگوئید) داخلی و خارجی عضلات جونده هستند و در بالا و پایین بردن، بیرون زدن و عقب کشیدن فک پایین نقش دارند. همچنین، شکمچه‌های قدامی و خلفی ماهیچه دوشکمچه‌ای (دیگاستریک) در پایین آوردن فک پایین و بالا بردن استخوان لامی (هیوئید) نقش دارند و بنابراین برای دستگاه جونده مهم هستند.

## رباط‌ها
لیگامان‌های مختلفی مرتبط با مفصل گیجگاهی فکی وجود دارند که با عمل به عنوان مهارکننده‌های منفعل، حرکات مرزی را محدود و مهار می‌کنند. آنها به عملکرد مفصل کمکی نمی‌کنند، بلکه نقش محافظتی دارند. لیگامان‌های کلیدی مربوط به مفصل گیجگاهی فکی عبارتند از:
- لیگامان گیجگاهی فکی
- لیگامان‌های دیسک داخلی و جانبی
- لیگامان اسفنومندیبولار
- لیگامان استایلومندیبولار

با شروع رویش دندان‌های شیری در ۶ ماهگی، دندان‌های فک بالا و فک پایین به دنبال قرار گرفتن در کنار یکدیگر هستند. دندان‌های در حال رویش در طول رشد توسط زبان، گونه‌ها و لب‌ها در موقعیت خود قالب‌گیری می‌شوند. دندان‌های شیری بالا و پایین باید پس از ۲ سال در حالی که به رشد خود ادامه می‌دهند، به‌طور صحیح در کنار هم قرار گرفته و تراز شوند و رشد کامل ریشه در ۳ سالگی کامل شود.
حدود یک سال پس از تکمیل رشد دندان‌ها، فک‌ها به رشد خود ادامه می‌دهند که منجر به ایجاد فاصله بین برخی از دندان‌ها (دیاستما) می‌شود. این اثر در دندان‌های قدامی (جلویی) بیشتر است و از حدود ۴–۵ سالگی قابل مشاهده است. این فاصله مهم است زیرا فضای لازم برای رویش دندان‌های دائمی (بزرگسالی) در محل صحیح را فراهم می‌کند و بدون این فاصله، احتمالاً ازدحام دندان‌های دائمی وجود خواهد داشت.
برای درک کامل تکامل بسته‌شدن فک و ناهنجاری دندانی، درک پویاشناسی دندان‌های آسیای کوچک در مرحلهٔ دندانی مختلط مهم است. مرحله دندانی مختلط زمانی است که هم دندان‌های شیری و هم دندان‌های دائمی وجود دارند. دندان‌های آسیای کوچک دائمی در حدود ۹–۱۲ سالگی رویش می‌یابند و جایگزین دندان‌های آسیای شیری می‌شوند. دندان‌های آسیای کوچک در حال رویش کوچک‌تر از دندان‌هایی هستند که جایگزین آن‌ها می‌شوند و این تفاوت فضا بین دندان‌های آسیای شیری و جانشینان آن‌ها (۱٫۵ میلی‌متر برای فک بالا، ۲٫۵ میلی‌متر برای فک پایین)، فضای بازی (Leeway) نامیده می‌شود. این فضا اجازه می‌دهد تا دندان‌های آسیای دائمی به سمت میانی به فضاها حرکت کنند و یک بسته‌شدن فک کلاس I را ایجاد کنند.
طبقه‌بندی تراز یاناترازی دندانی نقش مهمی در تشخیص و برنامه‌ریزی درمان در ارتودنسی ایفا می‌کند. برای توصیف رابطهٔ دندان‌های آسیای فک بالا با دندان‌های آسیای فک پایین، طبقه‌بندی ناهنجاری دندانی Angle سال‌هاست که معمولاً استفاده می‌شود. این سیستم همچنین در تلاش برای طبقه‌بندی رابطهٔ بین دندان‌های پیش دو قوس نیز تطبیق داده شده است.
رابطهٔ دندان‌های پیش:
هنگام توصیف رابطهٔ بین دندان‌های پیش فک بالا و فک پایین، دسته‌های زیر طبقه‌بندی رابطهٔ پیشین Angle را تشکیل می‌دهند:
کلاس I: دندان‌های پیش فک پایین با دندان‌های پیش فک بالا در یک سوم میانی یا روی کوژک (cingulum) سطح کامی تماس پیدا می‌کنند.
کلاس II: دندان‌های پیش فک پایین با دندان‌های پیش فک بالا در سطح کامی، در یک سوم لثه‌ای یا خلفی به کوژک تماس پیدا می‌کنند. این کلاس ممکن است به زیرمجموعه‌های I و II تقسیم شود:
- زیرمجموعه I شامل دندان‌های پیش فک بالا است که به جلو متمایل شده‌اند (۹۰٪) و این افراد همپوشانی افقی بیشتری دارند - این اصطلاحاً جلوآمدگی افقی (اورجت یا پیش‌بست[۷]) نامیده می‌شود.
- زیرمجموعه II شامل افرادی با دندان‌های پیش متمایل به عقب (۱۰٪) است که منجر به افزایش همپوشانی عمودی می‌شود - این اصطلاحاً جلوآمدگی عمودی (اوربایت) نامیده می‌شود.

کلاس III: دندان‌های پیش فک پایین با دندان‌های پیش فک بالا در سطح کامی، به ویژه در یک سوم پیشین یا قدامی به کوژک تماس پیدا می‌کنند.
در برخی موارد، جلوآمدگی افقی دندان‌های فک بالا نسبت به دندان‌های فک پایین معکوس می‌شود (<0mm) و دندان‌های پیش فک پایین در قدام دندان‌های پیش فک بالا قرار می‌گیرند.
هنگام بحث در مورد بسته‌شدن دندان‌های خلفی، طبقه‌بندی به دندان‌های آسیای بزرگ اول اشاره دارد و ممکن است به سه دسته تقسیم شود:
کلاس I: دندان آسیای بزرگ اول فک پایین به صورت میانی با دندان آسیای بزرگ اول فک بالا جفت می‌شود، به طوری که دندانهٔ میانی-گونه‌ای دندان آسیای بزرگ اول فک بالا در شیار گونه‌ای دندان آسیای بزرگ اول فک پایین قرار می‌گیرد. (هریک از برآمدگی‌های گِرد یا نوک‌تیز تاج دندان را که در سطح جونده یا در نزدیکی آن قرار دارند دندانه یا کاسپ می‌گویند)
کلاس II: دندانهٔ میانی-گونه‌ای دندان آسیای بزرگ اول فک بالا در قدام شیار گونه‌ای دندان آسیای بزرگ اول فک پایین قرار می‌گیرد.
کلاس III: اگر دندانهٔ میانی-گونه‌ای دندان آسیای بزرگ اول فک بالا در خلف شیار گونه‌ای دندان آسیای بزرگ اول فک پایین قرار گیرد. [۸]
هرگونه انحراف از رابطهٔ طبیعی دندان‌ها (کلاس I) یک ناهنجاری دندانی در نظر گرفته می‌شود.
روابط کلاس I به عنوان «ایده‌آل» در نظر گرفته می‌شوند، با این حال این طبقه‌بندی موقعیت دو مفصل گیجگاهی فکی (TMJ) را در نظر نمی‌گیرد. روابط کلاس II و III دندان‌های آسیا و پیشین به عنوان اشکالی از ناهنجاری دندانی در نظر گرفته می‌شوند، با این حال همه آنها به اندازه‌ای شدید نیستند که نیاز به درمان ارتودنسی داشته باشند. شاخص نیاز به درمان ارتودنسی سیستمی است که سعی می‌کند ناهنجاری‌های دندانی را از نظر اهمیت ویژگی‌های مختلف اکلوزال و اختلال زیبایی درک شده رتبه‌بندی کند. این شاخص افرادی را که بیشترین بهره را از درمان ارتودنسی می‌برند و ارجاع به یک متخصص ارتودنسی را شناسایی می‌کند.
اصطلاحات اکلوزال (تراز دندان)
موقعیت بین‌دندانه‌ای (ICP)، که به عنوان تراز عادتی دندان‌ها، موقعیت عادتی یا جفت‌شدن (بایت) راحت دندان‌ها نیز شناخته می‌شود، به عنوان موقعیتی تعریف می‌شود که در آن دندان‌های فک بالا و فک پایین در حداکثر در هم‌رفتگی با یکدیگر جفت می‌شوند. این موقعیت معمولاً آسان‌ترین موقعیت برای ثبت است و تقریباً همیشه تراز دندانی است که بیمار در هنگام درخواست «گاز گرفتن» به آن می‌رسد. این نوع بسته‌شدن فکی است که بیمار به آن عادت دارد، از این رو گاهی اوقات جفت‌شدن (بایت) عادتی نامیده می‌شود.
رابطهٔ مرکزی (CR) یک رابطهٔ فکی قابل تکرار (بین فک پایین و فک بالا) را توصیف می‌کند و مستقل از تماس دندان است. این موقعیتی است که در آن کندیل‌های فک پایین در حفره‌ها در موقعیت قدامی-فوقانی در مقابل شیب خلفی برجستگی مفصلی قرار دارند. گفته می‌شود که در CR، عضلات در آرام‌ترین و کم‌تنش‌ترین حالت خود هستند. این موقعیت تحت تأثیر حافظهٔ عضلانی نیست، بلکه توسط لیگامانی که کندیل‌ها را در داخل حفره نگه می‌دارد، تعیین می‌شود؛ بنابراین، این موقعیتی است که دندانپزشکان برای ایجاد روابط اکلوزالی جدید از آن استفاده می‌کنند، به عنوان مثال، هنگام ساخت پروتزهای کامل فک بالا و فک پایین.
زمانی که فک پایین در این موقعیت عقب‌رفته قرار دارد، حول یک محور فرضی که از مرکز سر هر دو کندیل می‌گذرد، با یک قوس انحنایی باز و بسته می‌شود. این محور فرضی، محور لولایی انتهایی نامیده می‌شود. اولین تماس دندانی که هنگام بسته شدن فک پایین در موقعیت محور لولایی انتهایی رخ می‌دهد، موقعیت تماس عقب‌رفته (RCP) نامیده می‌شود. [13] RCP به دلیل کپسول غیرالاستیک مفصل گیجگاهی فکی و محدودیت لیگامان‌های کپسولی، می‌تواند با دقت ۰٫۰۸ میلی‌متر تکرار شود، بنابراین می‌توان آن را یک «حرکت مرزی» در پوشش پوسلت (Posselt) در نظر گرفت.
بسته‌شدن مرکزی (CO) یک اصطلاح گیج‌کننده است و اغلب به اشتباه به جای RCP استفاده می‌شود. هر دو اصطلاح برای تعریف موقعیتی که کندیل‌ها در CR هستند استفاده می‌شود، با این حال RCP اولین تماس دندانی هنگام بسته شدن را توصیف می‌کند، با این حال این ممکن است یک تماس تداخلی باشد. از سوی دیگر، CO به بسته‌شدن فکی اشاره دارد که در آن دندان‌ها در حداکثر در هم‌رفتگی در CR هستند. پوسلت (۱۹۵۲) تعیین کرد که تنها در ۱۰٪ از روابط طبیعی دندان و فک، ICP = CO [14] (حداکثر در هم‌رفتگی در CR) است و بنابراین اصطلاح RCP هنگام بحث در مورد بسته‌شدن فکی که زمانی رخ می‌دهد که کندیل‌ها در موقعیت عقب‌رفته خود هستند، مناسب‌تر است. CO اصطلاحی است که بیشتر مربوط به کاربرد پروتز کامل یا جایی است که چندین واحد پروتز ثابت ارائه می‌شود، که در آن بسته‌شدن فک طوری تنظیم می‌شود که وقتی فک پایین در CR است، دندان‌ها در هم فرومی‌روند.
پوشش حرکات مرزی پوسلت:
پوشش حرکات مرزی پوسلت (Posselt) (اغلب به عنوان «حرکات مرزی فک پایین» نامیده می‌شود) یک نمودار شماتیک از حداکثر حرکت فک در سه صفحه (ساژیتال، افقی و فرونتال) است. این شامل تمام حرکات دور از RCP است و شامل موارد زیر می‌شود:
حرکات بیرون‌زده: هنگامی که فک پایین از رابطهٔ مرکزی به سمت جلو حرکت می‌کند، به عنوان بیرون‌زدگی در نظر گرفته می‌شود. در بسته‌شدن فک کلاس I، تماس‌های غالب روی سطوح پیشین و لبی دندان‌های پیشین فک پایین و لبه‌های پیشین و نواحی حفرهٔ کامی دندان‌های پیشین فک بالا رخ می‌دهد.
حرکات جانبی: هنگامی که فک پایین به چپ یا راست حرکت می‌کند، دندان‌های خلفی فک پایین به صورت جانبی روی دندان‌های مقابل حرکت می‌کنند. به عنوان مثال، هنگامی که فک پایین به سمت راست حرکت می‌کند، دندان‌های سمت راست فک پایین به صورت جانبی روی دندان‌های مقابل خود حرکت می‌کنند و این به عنوان سمت کاری فک پایین (سمتی که فک پایین به سمت آن حرکت می‌کند) نامیده می‌شود. در مقابل، دندان‌های سمت چپ فک پایین به صورت میانی، پایین و قدامی روی دندان‌های خلفی مقابل خود حرکت می‌کنند و این سمت غیرکاری نامیده می‌شود (سمتی که فک پایین از آن دور می‌شود).
حرکات عقب‌رفته: این زمانی است که فک پایین از ICP به سمت عقب حرکت می‌کند. در مقایسه با حرکات بیرون‌زده و جانبی، حرکات عقب‌رفته معمولاً به دلیل محدودیت توسط ساختارهای لیگامانی به‌طور قابل توجهی کوچک‌تر هستند و دامنهٔ حرکتی در حدود ۱ یا ۲ میلی‌متر دارند.
حرکات فک پایین توسط دو سیستم مختلف هدایت می‌شود؛ سیستم هدایت خلفی و سیستم هدایت قدامی.
- - سیستم هدایت خلفی**

هدایت خلفی به مفاصل گیجگاهی فکی و ساختارهای مرتبط با آن اشاره دارد. این کندیل‌ها در داخل حفره و ماهیچه‌ها و رباط‌های مرتبط به همراه ارتباط عصبی-عضلانی آن است که حرکات فک پایین را تعیین می‌کند. حرکات جانبی، بیرون‌زده و عقب‌رفته فک پایین توسط سیستم خلفی هدایت می‌شوند.
- - حرکات جانبی**

تعریف حرکت کندیل‌ها (لُقمه‌ها) در حرکات جانبی مهم است:
- کندیل کاری: این کندیل نزدیک‌ترین به سمتی است که فک پایین به آن حرکت می‌کند (به عنوان مثال، اگر فک پایین به سمت راست حرکت کند، کندیل راست کندیل کاری است).
- کندیل غیرکاری: این سمتی است که فک پایین از آن دور می‌شود (به عنوان مثال، اگر فک پایین به صورت جانبی به سمت راست حرکت کند، کندیل چپ کندیل غیرکاری است).
حداکثر حرکت جانبی فک پایین به سمت چپ یا راست تقریباً ۱۰–۱۲ میلی‌متر است.
حرکت اولیه در حرکات جانبی در کندیل غیرکاری (NWS) رخ می‌دهد (همچنین به نام کندیل متعادل کننده یا در حال چرخش نیز شناخته می‌شود). سر کندیل NWS در جهت پایین، جلو و میانی حرکت می‌کند. این حرکت در برابر دو صفحه جداگانه، صفحه عمودی و افقی، تعریف می‌شود.
- زاویهٔ بنت: زاویهٔ حرکت میانی روی کندیل NWS نسبت به صفحه عمودی
- زاویهٔ کندیلار (لقمه‌ای): زاویهٔ حرکت به سمت پایین کندیل NWS نسبت به صفحه افقی

کندیل سمت کاری (WS) (همچنین به نام کندیل چرخشی نیز شناخته می‌شود) تحت یک تغییر جانبی فوری و غیر پیشرونده قرار می‌گیرد. این حرکت، حرکت بنت نامیده می‌شود (با این حال ممکن است با زاویهٔ بنت اشتباه گرفته شود)، بنابراین بیشتر به عنوان تغییر جانبی فوری شناخته می‌شود. کندیل در حال چرخش با یک تغییر جانبی جزئی در جهت حرکت دیده می‌شود.
- - حرکات بیرون‌زده**

سرهای کندیلار عمدتاً به سمت جلو و پایین در امتداد سطح دیستال سطح مفصلی در گودی کاسه‌ای (حفرهٔ گلنوئید) حرکت می‌کنند. حرکات بیرون‌زده توسط ساختارهای رباطی به حداکثر ~۸–۱۱ میلی‌متر محدود می‌شوند (بسته به ریخت‌شناسی جمجمه و اندازهٔ فرد).
- - حرکات عقب‌رفته**

در مورد عقب‌رفتگی، این حرکت توسط ساختارهای لیگامانی محدود می‌شود و حداکثر محدودهٔ عقب‌رفتگی معمولاً ~۱ میلی‌متر است، اما به ندرت ۲–۳ میلی‌متر در برخی از بیماران مشاهده می‌شود.
ما نمی‌توانیم سیستم هدایت خلفی را از طریق درمان ترمیمی دندان تحت تأثیر قرار دهیم.
سیستم هدایت قدامی:
هدایت قدامی به تأثیر دندان‌های در تماس بر مسیرهای حرکتی فک پایین اشاره دارد. تماس‌های دندانی ممکن است تماس‌های دندان‌های قدامی، خلفی یا هر دو باشند - با این حال به عنوان هدایت قدامی نامیده می‌شود زیرا این تماس‌ها هنوز در قدام مفصل گیجگاهی فکی (TMJ) قرار دارند. این را می‌توان به موارد زیر طبقه‌بندی کرد:
- - هدایت نیش:**

بسته‌شدن فک پویا که در دندان‌های نیش (در سمت کاری) در طول حرکات جانبی فک پایین رخ می‌دهد.
- این دندان‌ها به دلیل ریشه‌های بلند و نسبت تاج/ریشه خوب، برای پذیرش نیروهای افقی در حرکات خارج از مرکز مناسب‌ترین هستند.
- برای تکنسین‌های دندانپزشکی در طول موم‌گذاری و ساخت ترمیم، فراهم کردن این هدایت آسان است.
- - عملکرد گروهی:**

تماس‌های متعدد بین دندان‌های فک بالا و پایین در حرکات جانبی در سمت کاری که در آن تماس همزمان چندین دندان به عنوان یک گروه برای توزیع نیروهای اکلوزالی عمل می‌کند.
- ترجیح داده می‌شود که این هدایت تا حد امکان قدامی باشد، به عنوان مثال دندان‌های آسیای کوچک به جای دندان‌های آسیای بزرگ، زیرا وقتی تماس‌ها به TMJ نزدیک‌تر باشند، نیروی بیشتری اعمال می‌شود.
- - هدایت پیشین:**

تأثیر سطوح تماس دندان‌های پیشین فک پایین و بالا بر حرکات فک پایین با اوربایت و اورجت دندان‌های پیشین فک بالا مشخص می‌شود.
در درمان ترمیمی، می‌توان سیستم‌های هدایت قدامی را که با دستگاه جونده هماهنگ هستند، دستکاری و طراحی کرد.

## اهمیت بالینی هدایت
تماس دندان درگیر در هدایت به ویژه مهم است زیرا این دندان‌ها در طول روز تعداد زیادی بسته می‌شوند و بنابراین باید بتوانند در برابر بارهای اکلوزالی سنگین و غیرمحوری مقاومت کنند. هنگام ترمیم، سیستم هدایت قدامی باید با سیستم هدایت خلفی سازگار باشد. این بدان معناست که نباید فشار بیش از حد بر سیستم هدایت خلفی که توسط ساختارهای رباطی محدود شده است، وارد شود.
پس از ترمیم سطوح اکلوزالی (بستشی) دندان‌ها، احتمالاً بسته‌شدن فک و بنابراین سیستم‌های هدایت تغییر می‌کنند. بعید است که TMJ با این تغییرات در تراز دندان‌ها سازگار شود، بلکه دندان‌ها از طریق سایش دندان، حرکت دندان یا شکستگی با تراز جدید سازگار می‌شوند. به همین دلیل، هنگام ارائه ترمیم‌ها، در نظر گرفتن این مفاهیم هدایت مهم است. هدایت همچنین باید قبل از ترمیم در نظر گرفته شود زیرا نباید انتظار داشت که یک دندان به شدت ترمیم شده به تنهایی هدایت را فراهم کند زیرا این امر باعث می‌شود دندان در طول عملکرد در برابر شکستگی آسیب‌پذیر شود.

## سازماندهی تراز دندانی
چینش دندان‌ها در عملکرد مهم است و در طول سال‌ها، سه مفهوم شناخته شده برای توصیف چگونگی تماس دندان‌ها با یکدیگر و عدم تماس آنها توسعه یافته است:
- تراز دندانی متعادل دوطرفه
- تراز دندانی متعادل یک‌طرفه
- تراز دندانی با محافظت متقابل

تراز دندانی متعادل دوطرفه:
این مفهوم مبتنی بر منحنی اسپی (curve of Spee) و منحنی ویلسون (curve of Wilson) است و برای دندان‌های طبیعی ترمیم شده منسوخ شده است. با این حال، هنوز در پروتزهای متحرک کاربرد دارد. این طرح شامل تماس‌های روی هر چه بیشتر دندان‌ها (هم در سمت کاری و هم در سمت غیرکاری) در تمام حرکات خارج از مرکزی فک پایین است. این امر به ویژه در مورد پروتز کامل مهم است زیرا دندان‌های در تماس در سمت غیرکاری به تثبیت پایه‌های پروتز در حرکت فک پایین کمک می‌کنند. در دهه ۱۹۳۰ اعتقاد بر این بود که این چیدمان برای دندان‌های طبیعی هنگام ارائه بازسازی کامل اکلوزال به منظور توزیع تنش‌ها ایده‌آل است. با این حال، مشخص شد که نیروهای جانبی وارد شده بر دندان‌های خلفی ترمیم شده، اثرات مخربی بر ترمیم‌ها ایجاد می‌کنند.
تراز دندانی متعادل یک‌طرفه:
از سوی دیگر، تراز دندانی متعادل یک‌طرفه یک چیدمان دندانی پرکاربرد است که در دندانپزشکی فعلی استفاده می‌شود و معمولاً به عنوان عملکرد گروهی شناخته می‌شود. این مفهوم مبتنی بر این مشاهده است که تماس‌های NWS مخرب بودند و بنابراین دندان‌های NWS باید عاری از هرگونه تماس خارج از مرکزی باشند و در عوض تماس‌ها باید در WS توزیع شوند تا بار اکلوزالی را به اشتراک بگذارند. عملکرد گروهی زمانی استفاده می‌شود که هدایت نیش قابل دستیابی نباشد و همچنین در رویکرد Pankey-Mann Schuyler (PMS) که در آن عملکرد گروهی بهتر از هدایت نیش در نظر گرفته شد زیرا بارگذاری را در WS بهتر توزیع می‌کرد.
تراز دندانی با محافظت متقابل:
مجلهٔ پروتز دندان (۲۰۱۷) تراز دندانی با محافظت متقابل را اینگونه تعریف می‌کند: 'یک طرح اکلوزالی که در آن دندان‌های خلفی از تماس بیش از حد دندان‌های قدامی در موقعیت حداکثر درهم‌رفتگی جلوگیری می‌کنند و دندان‌های قدامی دندان‌های خلفی را در تمام حرکات خارج از مرکزی فک پایین از هم جدا می‌کنند'.
در حرکات خارج از مرکز، نیروهای آسیب‌رسان به دندان‌های خلفی وارد می‌شود و دندان‌های قدامی برای دریافت این نیروها مناسب‌تر هستند؛ بنابراین در طول حرکات بیرون‌زده، تماس یا هدایت دندان‌های قدامی باید به اندازه‌ای باشد که دندان‌های خلفی را از هم جدا کرده و از آنها محافظت کند.
در مقابل، دندان‌های خلفی برای پذیرش نیروهایی که در حین بسته شدن فک پایین اعمال می‌شوند مناسب‌تر هستند. این به این دلیل است که دندان‌های خلفی به گونه‌ای قرار گرفته‌اند که نیروها مستقیماً در امتداد محور طولی دندان اعمال می‌شوند و می‌توانند آنها را به‌طور مؤثر پراکنده کنند، در حالی که دندان‌های قدامی به دلیل موقعیت لبی و زاویه خود نمی‌توانند این نیروهای سنگین را به خوبی تحمل کنند؛ بنابراین پذیرفته شده است که دندان‌های خلفی باید در ICP تماس‌های سنگین‌تری نسبت به دندان‌های قدامی داشته باشند و به عنوان یک توقف برای بسته شدن عمودی عمل کنند.
علاوه بر این، در حرکات جانبی، عملکرد نیش یا عملکرد گروهی باید برای جداسازی دندان‌های خلفی در سمت کاری (WS) عمل کنند، زیرا همان‌طور که در بالا توضیح داده شد، دندان‌های قدامی برای پراکنده کردن نیروهای افقی آسیب‌رسان مناسب‌تر هستند، همچنین تماس دورتر از مفصل گیجگاهی فکی (TMJ) است، بنابراین نیروهای ایجاد شده از نظر قدرت کاهش می‌یابند. عملکرد گروهی یا هدایت نیش همچنین باید جداسازی دندان‌ها را در سمت غیر کاری (NWS) فراهم کند زیرا مقدار و جهت نیروی وارد شده به TMJ و دندان‌ها می‌تواند به دلیل افزایش فعالیت عضلانی مخرب باشد. عدم وجود تماس‌های NWS همچنین امکان حرکت روان کندیل سمت کاری را فراهم می‌کند زیرا یک تماس ممکن است هدایت کندیل را قطع کند و بنابراین باعث ایجاد یک رابطهٔ ناپایدار فک پایین شود.
تماس‌های منحرف کننده و تداخل‌ها:
یک تماس منحرف کننده تماسی است که فک پایین را از حرکت مورد نظر خود منحرف می‌کند. نمونه‌ای از این مورد زمانی است که فک پایین توسط لغزش RCP-ICP به داخل ICP منحرف می‌شود که مسیر آن توسط تماس‌های دندانی منحرف کننده تعیین می‌شود. این اغلب در عملکرد (به عنوان مثال جویدن) دخیل است، اما در برخی موارد این تماس‌های منحرف کننده می‌توانند آسیب‌رسان باشند و ممکن است منجر به درد در اطراف دندان شوند (اغلب با دندان‌قروچه همراه است). با این حال، برخی از بیماران ممکن است کاملاً از تماس‌های منحرف‌کننده مشابه بی‌اطلاع باشند، که نشان می‌دهد این سازگاری بیمار است نه تماس که ممکن است بر وضعیت بیمار تأثیر بگذارد.
تداخل اکلوزالی، هرگونه تماس دندانی است که مانع از حرکت هماهنگ فک پایین می‌شود (یک تماس نامطلوب دندان).
تداخلات ترازبندی (اکلوزالی) ممکن است به صورت زیر طبقه‌بندی شوند:
- تداخل سمت کاری (Working Side Interference): هنگامی که یک تماس دندانی سنگین یا زودرس بین دندان‌های فک بالا و پایین در سمتی که فک پایین به سمت آن حرکت می‌کند وجود دارد و این تماس ممکن است دندان‌های قدامی را از هم جدا کند یا نکند.
- تداخل سمت غیر کاری (Non-Working Side Interference): یک تماس اکلوزالی در سمتی که فک پایین از آن دور می‌شود که مانع از حرکت هماهنگ فک پایین می‌شود. این تداخلات به دلیل نیروهای مورب وارد شده، پتانسیل بیشتری برای تخریب نسبت به تداخلات WS دارند.
- تداخل بیرون‌زده (Protrusive Interference): تماس‌هایی که بین جنبه‌های دیستال دندان‌های خلفی فک بالا و جنبهٔ مزیال دندان‌های خلفی فک پایین رخ می‌دهد. این تداخلات به‌طور بالقوه بسیار آسیب‌رسان هستند و حتی ممکن است به دلیل نزدیکی تداخل به عضله، باعث ناتوانی در برش صحیح شوند.

هنگامی که دندانپزشک ترمیم‌هایی را ارائه می‌دهد، مهم است که این ترمیم‌ها تداخلی ایجاد نکنند، در غیر این صورت ترمیم بار بیشتری را دریافت می‌کند. در مورد تماس‌های منحرف‌کننده، تداخل‌ها ممکن است با پارافانکشن مانند دندان‌قروچه نیز همراه باشند (اگرچه شواهد ضعیف هستند) و ممکن است بر توزیع نیروهای اکلوزالی سنگین تأثیر منفی بگذارند. تداخل‌ها همچنین ممکن است به دلیل تغییر فعالیت عضلات جونده باعث درد در آنها شوند، با این حال بحث و جدل زیادی در مورد اینکه آیا رابطه‌ای بین انسداد و اختلالات گیجگاهی‌فکی وجود دارد یا خیر، وجود دارد. تقریباً همه افراد دارای دندان، تداخلات اکلوزالی دارند و بنابراین به عنوان علت همه TMDها دیده نمی‌شوند. هنگامی که یک تغییر حاد یا بی‌ثباتی قابل توجه در وضعیت اکلوزال وجود دارد و متعاقباً یک عامل اتیولوژیک برای TMD را نشان می‌دهد، درمان اکلوزالی مورد نیاز است.
تنظیم اکلوزال (حذف تداخلات اکلوزالی) ممکن است به منظور به دست آوردن یک رابطهٔ اکلوزالی پایدار انجام شود و با ساییدن انتخابی تداخلات اکلوزالی یا از طریق سایش یک اسپلینت اکلوزالی سخت برای اطمینان از ایجاد رابطهٔ عقب‌رفته واقعی به دست می‌آید.